# MR21 - Cathédrale numérique
Le Monument de la Reconnaissance au 21e siècle ou le MR21 est un centre d'interprétation situé à la Cathédrale Notre-Dame-de-l'Assomption de Moncton, au Nouveau-Brunswick (Canada).

## Installations
Le centre d'interprétation MR21 offre des installations numériques, notamment un spectacle 360 degrés qui raconte la vie de Mgr Arthur Melanson premier archevêque de l'Archidiocèse de Moncton et celui qui fît construire la cathédrale. Le centre offre aussi à la disposition des visiteurs deux grandes bornes interactives qui leur permettent de découvrir l'histoire qui se cache dans les verrières historiées du transept.